# Noordal (dal)

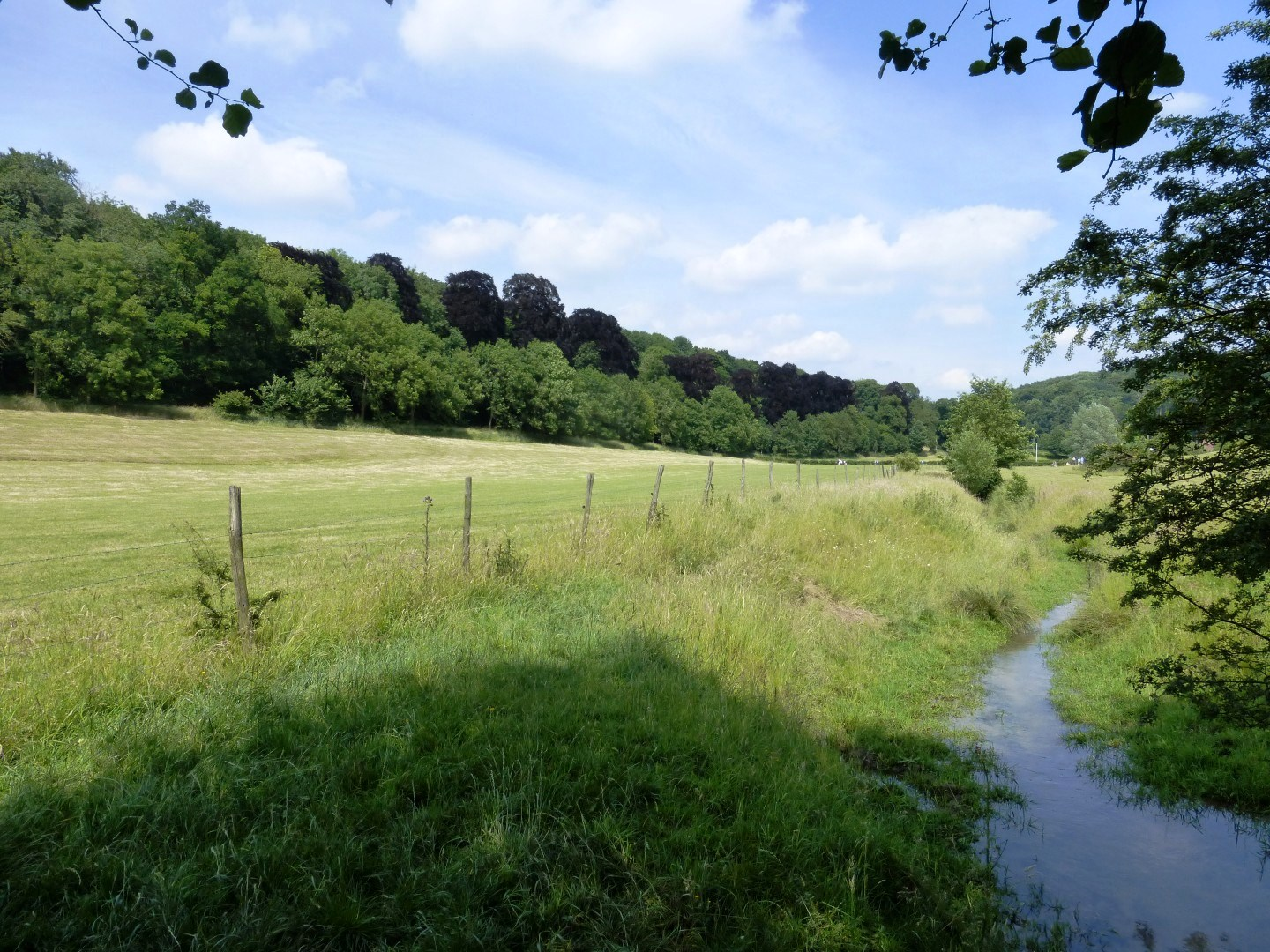
Het Noordal

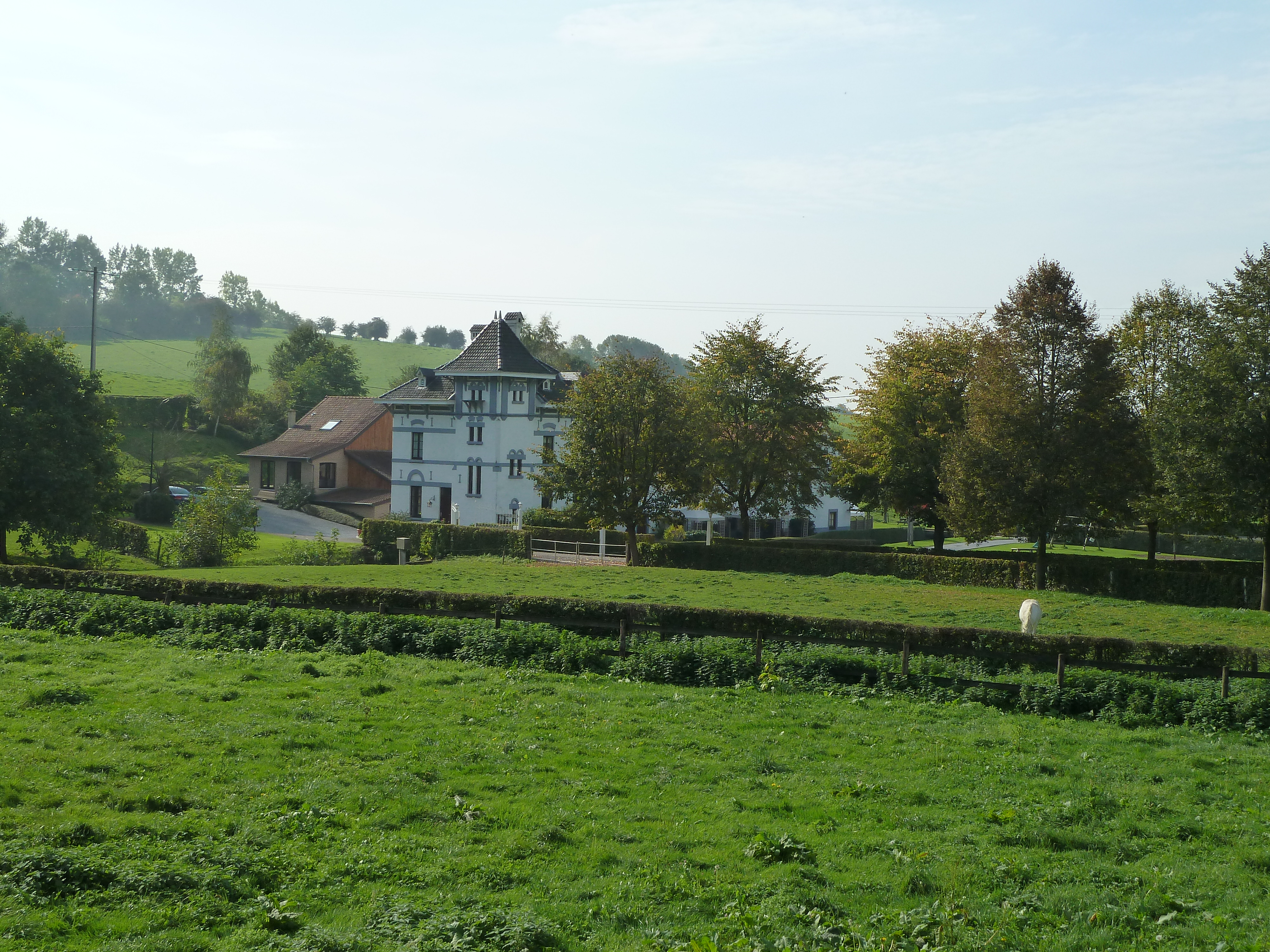
Het Noordal bij de Molen van Altenbroek

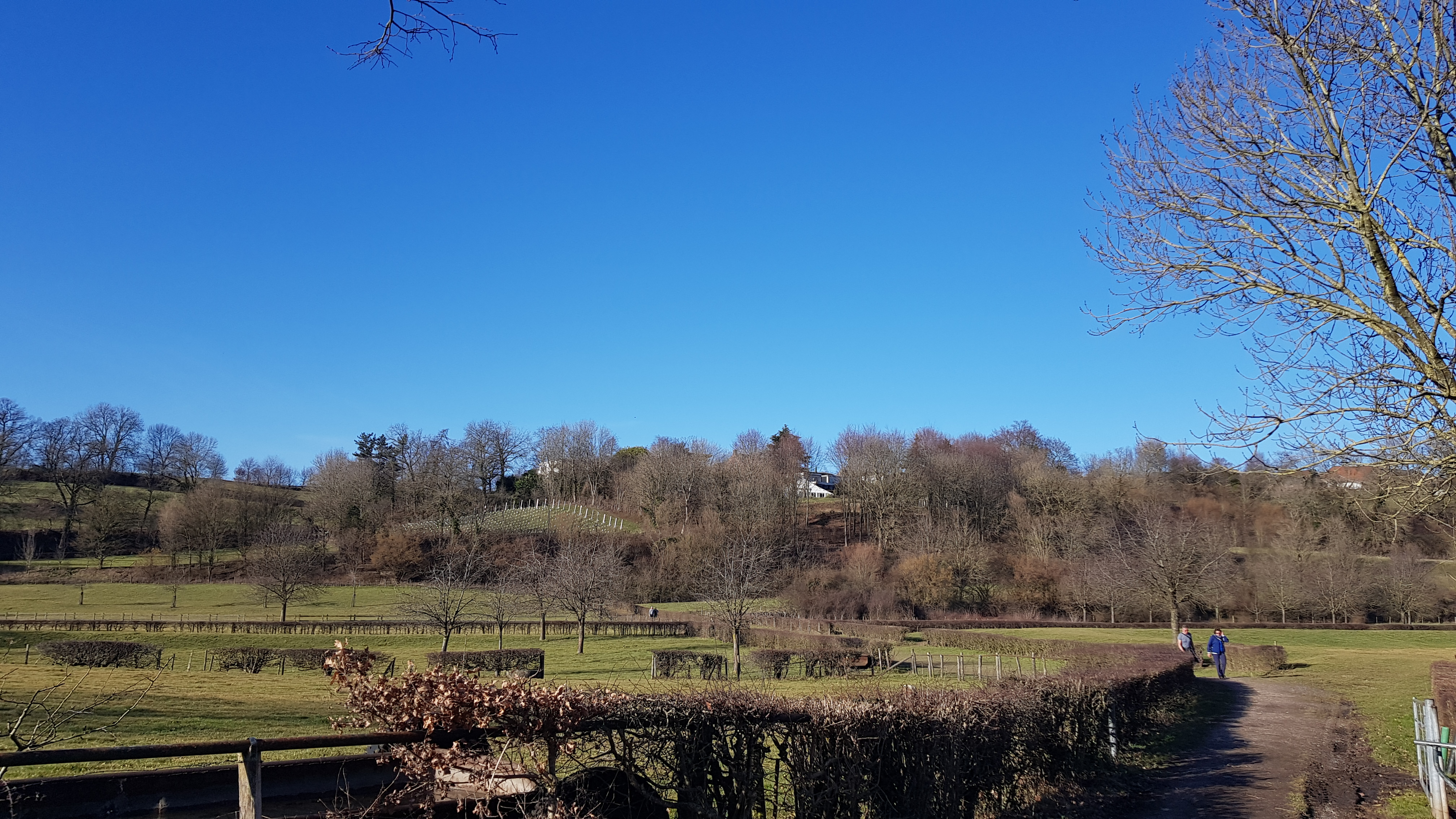
Noordal bij Noorbeek met op de heuvel Bergenhuizen

Het Noordal is een dal in de Voerstreek in de Nederlandse gemeente Eijsden-Margraten en de Belgische gemeente Voeren. Het dal vormt het stroomgebied van het riviertje de Noor.

## Geografie
Het dal heeft een lengte van ongeveer vijf kilometer en strekt zich uit van het hoger gelegen Hoogcruts in het oosten naar 's-Gravenvoeren in het westen. In het westen mondt het dal uit in het Voerdal. Aan alle andere kanten wordt het dal begrensd door het Plateau van Margraten waarin het Noordal is uitgesleten. Verder naar het noordwesten snijdt ook de Horstergrub in op het plateau.
De bron van het riviertje de Noor is de Sint-Brigidabron in Wesch en bevindt zich ongeveer halverwege het dal. Tussen Wesch en Hoogcruts stroomt er geen beek door het dal en is het een droogdal. In Het Belgische deel van het dal bevindt zich de Sint-Lambertusbron.

## Plaatsen
In het dal liggen van oost naar west de plaatsen Schey, Noorbeek en Wesch, waarvan een deel beschermd is als Rijksbeschermd gezicht Noorbeek / De Wesch. Bovenop de noordelijke dalwand ligt het gehucht Bergenhuizen.

## Natuur
In het westelijk deel van het dal ligt het Kasteel Altenbroek met daaromheen het natuurgebied Altenbroek. Aan de Nederlandse kant van de grens vervolgt dit natuurgebied zich als het Noordal van Natuurmonumenten.